# Dies dels dos arbres
Els dies dels dos arbres són, en la mitologia de J. R. R. Tolkien referida a la Terra Mitjana, l'era compresa entre els dies de les llànties i els dies del sol. La formen un total de sis edats, que sumen aproximadament uns 10.500 anys.

## Història
Després de la destrucció de les Grans Llànties i del primer regne d'Almaren,que van tenir lloc als Anys de les Llànties, els Vàlar es van dirigir cap a l'oest, al continent d'Aman, on van crear un segon regne anomenat Valinor (Terra dels Vàlar). Entre d'altres coses, allà es va construir Valimar (Llar dels Vàlar), una ciutat emmurallada amb cúpules i torres d'or i plata i junt a les daurades portes occidentals de Valimar, Yavanna va plantar dos arbres màgics, els més alts que mai han existit, i que marquen l'inici dels dies dels arbres, Laurelin el Daurat i Telperion el Blanc.
El final dels dies dels arbres el marca la mort d'aquests i el naixement de la Lluna i del Sol.

## Fets rellevants
Els fets més rellevants d'aquests dies són:
- La retirada dels Vàlar a Aman, mentre Mórgoth domina la Terra Mitjana.
- Yavanna crea els arbres a Vàlinor.
- Aulë crea els nans i Yavanna crea els ents, però Eru no permet que despertin abans que els elfs.
- Eru desperta els elfs.
- Eru desperta els nans i els ents.
- La major part dels elfs emprèn el viatge a Vàlinor, guiats per Oromë.
- Mórgoth i na Ungòliant maten els Dos Arbres.